# Podgorje (Mostar)
Pour les articles homonymes, voir Podgorje.
Podgorje (en cyrillique : Подгорје) est un village de Bosnie-Herzégovine. Il est situé sur le territoire de la ville de Mostar, dans le canton d'Herzégovine-Neretva et dans la fédération de Bosnie-et-Herzégovine. Selon les premiers résultats du recensement bosnien de 2013, il compte 188 habitants.

## Démographie

### Évolution historique de la population
| 1948 | 1953 | 1961 | 1971 | 1981 | 1991 | 2013 |
| ---- | ---- | ---- | ---- | ---- | ---- | ---- |
| -    | -    | 299  | 281  | 241  | 236  | 188  |

|  |

### Répartition de la population par nationalités (1991)
En 1991, les 236 habitants du village étaient tous croates.